# The Lie of the Land
"The Lie of the Land" é o oitavo episódio da décima temporada da série de ficção científica britânica Doctor Who, transmitido originalmente através da BBC One em 3 de junho de 2017. Foi escrito por Toby Whithouse e dirigido por Wayne Yip.
O episódio é a conclusão do arco de história chamado de "Trilogia dos Monges", e seguindo a continuação dos eventos de "The Pyramid at the End of the World", onde Bill Potts (Pearl Mackie) entrega a Terra para os Monges a fim de restaurar a visão do Doutor (Peter Capaldi), os Monges se infiltraram em toda a história da Terra e Bill e Nardole (Matt Lucas) devem embarcar em uma missão para resgatar o Doutor, que aparentemente está do lado do inimigo, e liderar a resistência contra o novo regime.

## Enredo
Os Monges agora lideram o planeta e, para a maioria da humanidade, parecem ter estado na Terra há milhões de anos, orientando o desenvolvimento das espécies. Bill Potts e alguns outros sabem que os Monges só estavam presentes na Terra nos últimos seis meses. Aqueles que promovem isso são presos por "crimes de memória". O Doutor aparece na televisão, elogiando a orientação dos Monges sobre a humanidade.
Bill consegue perceber a realidade ao imaginar que ela está falando com sua mãe morta, com base em imagens que o Doutor lhe deu. Nardole, também ciente da verdade, localiza Bill e ajuda-a a encontrar o navio-prisão onde o Doutor é considerado um cativo. Eles conseguem encontrá-lo, e o Doutor diz a Bill que ele está cooperando voluntariamente com os Monges, acreditando que a humanidade estava condenada sem sua orientação. Bill fica perturbada e pegando a arma de um dos guardas do Doutor, ela atira nele. Ele começar a se regenerar, mas rapidamente para, revelando que todo o cenário era um teste de Nardole, do Doutor e da equipe para garantir que Bill não estivesse sob a influência dos Monges.
Na universidade, o Doutor e Bill entram no cofre para conversar com Missy, que diz ter encontrado os Monges antes. Ela confirma que os Monges mantêm o controle transmitindo um sinal contendo a falsa história às vítimas subjugadas através das numerosas estátuas que eles construíram na Terra, habilitado por uma ligação psíquica através da pessoa que originalmente deu "consentimento" e que ela os derrotou durante seu encontro matando esse indivíduo. A implicação é que Bill deve morrer como aquela que deu consentimento para os Monges na Terra.
Acreditando que há outra solução, o Doutor, Bill, Nardole e os comandos se infiltram na pirâmide dos Monges em Londres para que o Doutor possa interromper sua transmissão com sua própria memória para quebrar a transmissão psíquica. Na câmara central, o Doutor tenta conectar sua mente ao Monge de controle, mas ele não consegue limpar as lembranças falsas. Bill pretende sacrificar-se, ligando sua própria mente ao Monge apesar do Doutor protestar. A transmissão dos Monges é substituída por imagens da mãe de Bill, que o Doutor reconhece como uma memória forte e amorosa. A humanidade desperta das mentiras dos Monges e se revolta contra eles, que acabam abandonando a Terra. Algum tempo depois, o Doutor e Bill descobrem que a maior parte da humanidade se esqueceu da invasão. No cofre, Missy expressa remorso por aqueles que ela matou.

### Continuidade
Em imagens que mostram o auxílio dos Monges à humanidade, são apresentados clipes das histórias "Blink", "Nightmare in Silver" e "Into the Dalek", bem como várias imagens estáticas de episódios passados da série moderna. A loja Magpie Electrical, que apareceu pela primeira vez em "The Idiot's Lantern" e reapareceu várias vezes nos anos seguintes, é mostrada como a loja onde Bill assiste a uma das transmissões do Doutor.